# John Warren
John Warren II (Sparta, 7 luglio 1947) è un ex cestista statunitense, professionista nella NBA.

## Carriera
Venne selezionato dai New York Knicks al primo giro del Draft NBA 1969 (11ª scelta assoluta).

## Palmarès
- Campionato NBA: 1

New York Knicks: 1970